# Thuwajní bin Saíd
Thuwajní bin Saíd (1821–1866), celým jménem Sajjid Thuwajní bin Saíd Ál Saíd (arabsky ثويني بن سعيد ال سعيد‎), byl sultán Maskatu a Ománu v době mezi 19. říjnem 1856 až 11. únorem 1866. Byl znám rovněž jako Tueni, Sultán Maskatu a Ománu. Na trůn se dostal po smrti svého otce Saída bin Sultána, jehož byl Thuwajní třetím synem. Thuwajní se narodil v Ománu a nikdy nenavštívil Zanzibar. Když byl jeho otec pryč v Zanzibaru, zastupoval jej Thuwajní do jeho návratu.
Po smrti Saída bin Sultána v Zanzibaru roku 1856 se stal Thuwajní sultánem Maskatu a Ománu, zatímco jeho bratr Majid, šestý syn Saída bin Sultána, převzal moc v Zanzibaru. Prostřednictvím Britů bylo dohodnuto, že bude Majid každoročně odvádět platbu Ománu. Majid odváděl tribut jen několik let než zcela přestal. Thuwajní neměl prostředky k vymáhání plateb od značně bohatšího Zanzibaru. To zanechalo Maskat a Omán ve složité finanční situaci. Thuvajni byl nucen zavést odvody poplatků a cel, vytvářející tak všeobecnou nespokojenost. V roce 1866 byl údajně zabit svým vlastním synem Sálimem bin Thuwajním.
Thuwajní byl ženatý se svou sestřenicí Ralií, jež byla dcerou staršího bratra Thuwajního otce Saída, Sálima bin Sultána. Spolu měli několik dětí.